# BIS Records
BIS Records es una compañía discográfica sueca con sede en Åkersberga, especializada en música clásica. Fue fundada en 1973 por Robert von Bahr.

## Historia
La compañía fue creada en 1973 por Robert von Bahr. Se centra en música clásica tanto antigua como contemporánea, en particular obras que no están suficientemente representadas en las grabaciones existentes. Universalmente reconocido por los audiófilos y músicos, BIS es un sello elogiado por la calidad de sonido de sus grabaciones.
El sello ha grabado la producción musical completa de Jean Sibelius. Otros compositores de los países nórdicos y bálticos también están bien representados en su catálogo, entre los que se encuentran Kalevi Aho, Christian Lindberg, Jón Leifs, Geirr Tveitt y James MacMillan. Entre otros proyectos notables de BIS están las cantatas de Bach interpretadas por Bach Collegium Japan bajo la dirección de Masaaki Suzuki, y la música para piano completa de Edvard Grieg interpretada por la pianista Eva Knardahl. Más recientemente BIS ha completado un ciclo de cinco años de sinfonías de Beethoven con el director nacido en Finlandia, Osmo Vänskä y la Orquesta de Minnesota. El ciclo está en Surround 5.0 así como en Super Audio CD.